# Mastaba

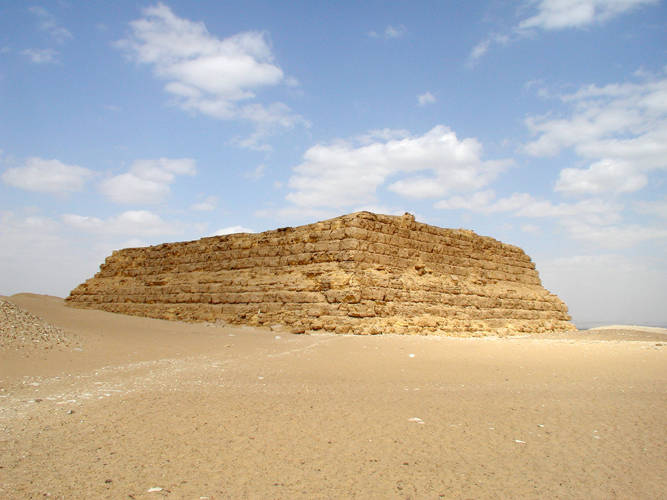
Exempel på en mastaba.

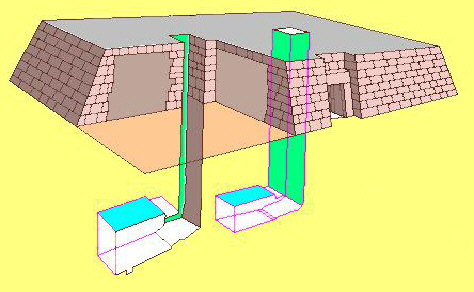
Mastabans struktur.

Karta över Gizaplatån med mastabor markerade.

Mastaba, fornegyptisk gravöverbyggnad. Ordet mastaba betyder "bänk" på lokal arabiska. Mastaban är föregångare till pyramiden.

## Historia
Redan tidigt lade egyptierna mycket möda på sina gravanläggningar. Där både palats och bostäder kunde uppföras som enkla konstruktioner i soltorkat tegel och trä var de första gravarna både konstruktivt avancerade och påkostade. Mastabor för icke-kungliga var typiska för Gamla riket och vanliga vid pyramiderna i Giza, Abusir och Maidum. De nischprydda kungagravarna från arkaisk tid, 3000–2700 f.Kr., som finns i Sakkara och Abydos har benämnts mastabor, vilket är felaktigt.

## Konstruktion
Mastaban var en massiv tegel- eller stenkonstruktion med inåtlutande sidor och rektangulär grundplan.  Själva graven utgjorde inte mer än ett schakt i berget, men ovanpå den uppfördes en tumulus – den gravhög som senare kom att utvecklas till de välkända, monumentala gravanläggningarna: mastaborna och pyramiderna. Dessutom har man grävt ut tidiga gravar där äkta tunnvalv använts. 
Mastaban var den kvadratiska överbyggnad som uppfördes ovanpå gravkammaren. Till denna första version av det egyptiska templet tillfördes senare betydligt mer komplexa gravanläggningar som skulle skydda den dödes själ, Ka, mot gravplundrare. Det har föreslagits att de yngsta fornegyptiska templens invecklade processionsanläggningar endast är stiliserade versioner av dessa komplexa tillägg.[källa behövs]
Genom en ingång i öster kom man in i en offerkammare. Mitt emot fanns en skendörr i sten, skulpterad för att symbolisera ingången till dödsriket. Själva gravrummet låg djupt under kammaren. Ett nischrum, kallat serdab, var avsett för statyn av den avlidne, och runt omkring på väggarna visade sig de karaktäristiska figurskildringar i mycket platt och målad relief som var typiska för egyptisk konst och refererade till den dödes förflutna liv. Den nämnda skendörren, som bar liknande bilder (och även innehöll gravskriften), hade en omramning och ett krön som hade överflyttats från träkonstruktion till sten. Egyptiernas trä- och lerbyggnadskonst var i de flesta fall en utgångspunkt för stenbyggnadskonsten. Krönet bestod av en rundstav med målade slingrande band, en hög hålkäl där stiliserade blad var målade, samt en platta.